# 春昌寺
春昌寺（しゅんしょうじ）は、群馬県館林市にある曹洞宗の寺院。

## 歴史
1563年（永禄6年）、福地昌寧の開基である。昌寧は現在の栃木県佐野市にある椿田城の城主であり、快叟良慶を開山として招聘し、下野国安蘇郡天命郷春日岡（現・栃木県佐野市若松町）に寺を創建した。この地名の「春日岡」と開基の「福地昌寧」が寺号の由来である。
1601年（慶長6年）、昌寧の子の智久は外祖父で旗本の植村家次に相談し、植村家の所領がある現在地に移転した。
当寺には、「徳治二年（1307年）」と「観応三年（1352年）」の銘が刻まれた板碑を所蔵している。

## 交通アクセス
- 路線バス正儀内東停留所より徒歩7分。